# Xương Giang, Hải Nam
Huyện tự trị dân tộc Lê Xương Giang (tiếng Trung: 昌江黎族自治县, bính âm: Chāngjiāng Lízú Zìzhìxiàn, Hán Việt: Xương Giang Lê tộc Tự trị huyện) là một huyện tự trị tại tây bắc đảo Hải Nam, Cộng hòa Nhân dân Trung Hoa. Huyện này có diện tích 1569 km2, dân số 250.000 người. Huyện lỵ đóng tại trấn Thạch Lục (石碌镇), mã số bưu chính là 572700, khu hiệu là: 0898